# جان دآکینو
جان دآکینو (انگلیسی: John D'Aquino؛ زادهٔ ۱۴ آوریل ۱۹۵۸) هنرپیشه اهل ایالات متحده آمریکا است.
او در مجموعه تلویزیونی در اعماق دریا بازی کرده است.